# کمپین پنین‌سولا
کمپین پنین‌سولا (انگلیسی: Peninsula Campaign) یک عملیات نظامی مشهور و برجسته در تاریخ جنگ‌های داخلی آمریکا است که در طی آن ارتش اتحادیه طی یک راهپیمایی نظامی به جنوب‌شرقی ویرجینیا رسید.